# Scornavacche (Chiaramonte Gulfi)
Scornavacche è una località del comune di Chiaramonte Gulfi nel libero consorzio comunale di Ragusa. Su un'altura sulla riva sinistra del fiume Dirillo, gli scavi hanno riportato in luce un abitato ellenistico, centro di produzione di ceramica, situato non lontano dalla città greca di Akrillai (identificata nello stesso comune).

## Fondazione e storia
Questo centro abitato fu fondato dai Siracusani come stazione lungo la via interna tra Siracusa e Gela durante la prima metà del VI secolo a.C., il primo abitato fu distrutto dai Cartaginesi nel 406 a.C. dopo che occuparono Akragas e Gela. Fu ricostruita da Siracusa sotto il governo di Timoleonte, spostato sul tavolato orientale, nell'area occupata dalla necropoli arcaica. Nel 280 a.C. l'abitato venne nuovamente distrutto dai Cartaginesi e non fu più ricostruito.

## Rovine
Non sono restate tracce dell'abitato del VI secolo a.C., la cui presenza è attestata dalla presenza della necropoli. L'abitato del IV-III secolo si presenta con un sistema di strade parallele su cui si aprono isolati rettangolari, ognuno contenente case di diversi ambienti sistemati attorno ad uno spazioso cortile interno. Tra i singoli isolati correvano stretti vicoli.
Nel'impianto urbano troviamo un'area sacra e il quartiere dei vasai, comprendente numerosi forni per la cottura della ceramica e depositi di argilla. Il quartiere artigiano fu attivo tra la seconda metà del IV secolo a.C. e l'inizio del III secolo a.C. La produzione ceramica veniva commerciata nei centri indigeni vicini e rivela numerose influenze. Tra gli oggetti di terracotta rinvenuti vi è una statuetta di Athena Ergane (patrona di artisti ed artigiani) ed una kylix a vernice nera opaca con un'iscrizione sotto l'orlo incisa dopo la cottura. L'iscrizione testimonia l'esistenza di un tempio dedicato ad Asclepio.

## Scavi e ritrovamenti
I reperti rinvenuti alla luce durante gli scavi di Scornavacche sono custoditi nel Museo archeologico ibleo di Ragusa. Tra i reperti spiccano una serie di strumenti metallici che viste le caratteristiche si pensa possano essere stati di un chirurgo, rinvenuti al centro del caseggiato, in tre ambienti contigui che danno sulla strada principale. Una delle fornaci per la ceramica è stata prelevata e montata nel su citato museo.